# Mistrzostwa Małych Krajów Europy w Lekkoatletyce 2016
Mistrzostwa Małych Krajów Europy w Lekkoatletyce 2016 – 1. edycja mistrzostw małych krajów Europy w lekkoatletyce, która odbyła się 11 czerwca 2016 na stadionie Matthew Micallef St. John Stadium w maltańskim mieście Marsa.
Zawody zorganizowała Malta Amateur Athletic Association, którą wsparło European Athletics. Powodem ich powstania jest fakt, iż w roku rozgrywania letnich igrzysk olimpijskich nie odbywają się drużynowe mistrzostwa Europy w lekkoatletyce – mistrzostwa małych krajów Europy mają odbywać się raz na 4 lata, zapełniając powstałą lukę w kalendarzu lekkoatletycznym w roku olimpijskim.
Inauguracyjna edycja mistrzostw małych krajów Europy składała się z 22 konkurencji (po 11 dla obu płci). Wzięło w niej udział 18 państw – 10 należących do Athletic Association of Small States of Europe (Andora, Cypr, Czarnogóra, Gibraltar, Islandia, Liechtenstein, Luksemburg, Malta, Monako i San Marino) oraz 8 spoza tej organizacji (Albania, Armenia, Azerbejdżan, Bośnia i Hercegowina, Gruzja, Kosowo, Macedonia i Mołdawia). Każde państwo mogło wystawić po 2 zawodników i zawodniczek w każdej z konkurencji. Zwycięzcy poszczególnych konkurencji nagradzani byli indywidualnie medalami. Ponadto prowadzono również klasyfikację drużynową, do której zaliczano tylko po 1 najlepszym wyniku kobiety i mężczyzny z danego państwa w każdej z konkurencji (w razie wystawienia przez dane państwo 2 kobiet lub mężczyzn w danej konkurencji gorszego wyniku nie brano pod uwagę w rywalizacji drużynowej), przyjmując punktację: 1. miejsce – 8 punktów, 2. miejsce – 7 pkt. i tak dalej aż do pozycji 8., za którą przyznawano 1 punkt. Tytuł drużynowego mistrza małych krajów Europy zdobyła Mołdawia, która zdobyła łącznie 125,5 punktu, wyprzedzając Cypr i Islandię, które zajęły ex aequo 2. pozycję z dorobkiem 109,5 punktu.

## Medaliści
Źródło:

### Indywidualnie

#### Mężczyźni
| Konkurencja:               | 1. miejsce                                                                                           | Rezultat | 2. miejsce                                                                                            | Rezultat | 3. miejsce                                                                                 | Rezultat |
| Bieg na 100 m              | Ari Bragi Kárason                                                                                    | 10,66    | Paisios Dimitriadis                                                                                   | 10,86    | Kevin Moore                                                                                | 10,87    |
| Bieg na 200 m              | Ari Bragi Kárason                                                                                    | 21,56    | Andrei Daranuta                                                                                       | 21,79    | Kevin Moore                                                                                | 21,87    |
| Bieg na 400 m              | Alexandru Babian                                                                                     | 47,62    | Yevgeniy Kasilov                                                                                      | 47,80    | Georgios Avraam                                                                            | 47,98    |
| Bieg na 800 m              | Musa Hajdari                                                                                         | 1:48,43  | Christos Dimitriou                                                                                    | 1:50,01  | Ion Siuris                                                                                 | 1:50,29  |
| Bieg na 3000 m             | Amine Khadiri                                                                                        | 8:18,92  | Yervand Mkrtchyan                                                                                     | 8:20,22  | Nicolai Gorbusco                                                                           | 8:22,29  |
| Bieg na 110 m przez płotki | Rəhim Məmmədov                                                                                       | 15,01    | Alexandru Cruselnitchii                                                                               | 15,14    | [ a ]                                                                                      | –        |
| Sztafeta szwedzka          | Mołdawia 1. Alexandru Cruselnitchii · 2. Alexandru Babian · 3. Andrei Daranuta · 4. Andrei Sturmilov | 1:55,50  | Cypr 1. Paisios Dimitriadis · 2. Georgios Avraam · 3. Andreas Chatzitheori · 4. Michalis Chrysostomou | 1:56,20  | Azerbejdżan 1. Kamran Asgarov · 2. Arif Abbasov · 3. Jevgenij Kasilov · 4. Hakim Ibrahimov | 1:56,83  |
| Skok wzwyż                 | Vasilios Konstantinou                                                                                | 2,15     | Matteo Mosconi                                                                                        | 2,10     | Andrei Mîtîcov                                                                             | 2,10     |
| Skok w dal                 | Baczana Chorawa                                                                                      | 8,02     | Izmir Smajlaj                                                                                         | 7,57     | Kristinn Torfason                                                                          | 7,05     |
| Pchnięcie kulą             | Bob Bertemes                                                                                         | 19,99    | Ivan Emilianov                                                                                        | 18,81    | Ódinn Björn Thorsteinsson                                                                  | 18,38    |
| Rzut dyskiem               | Guðni Valur Guðnason                                                                                 | 60,05    | Andreas Christou                                                                                      | 57,80    | Vladimir Tocari                                                                            | 54,89    |

#### Kobiety
| Konkurencja:               | 1. miejsce | Rezultat | 2. miejsce                                                                              | Rezultat | 3. miejsce                                                                                        | Rezultat |
| Bieg na 100 m              | Alina Cravcenco Hrafnhild Eir Hermóðsdóttir                                                                                     | 12,15    |                                                                                         |          | Charlotte Wingfield                                                                               | 12,20    |
| Bieg na 200 m              | Hrafnhild Eir Hermóðsdóttir | 24,56    | Alina Cravcenco                                                                         | 24,64    | Charlotte Wingfield                                                                               | 24,93    |
| Bieg na 400 m              | Arna Stefanía Guðmundsdóttir | 54,02    | Anna Berghii                                                                            | 54,80    | Þórdís Eva Steinsdóttir                                                                           | 55,32    |
| Bieg na 800 m              | Aníta Hinriksdóttir | 2:01,71  | Anastasia Komarova                                                                      | 2:04,86  | Natalia Ewangelidu                                                                                | 2:07,28  |
| Bieg na 3000 m             | Martine Mellina | 10:09,56 | Meropi Panagiotou                                                                       | 10:11,90 | Lisa Marie Bezzina                                                                                | 10:12,58 |
| Bieg na 100 m przez płotki | Natalia Christofi | 14,07    | Arna Stefanía Guðmundsdóttir                                                            | 14,35    | Gorana Cvijetić                                                                                   | 14,58    |
| Sztafeta szwedzka          | Islandia 1. Þórdís Eva Steinsdóttir · 2. Arna Stefanía Guðmundsdóttir · 3. Hrafnhild Eir Hermóðsdóttir · 4. Aníta Hinriksdóttir | 2:08,44  | Mołdawia 1. Natalia Zdesenco · 2. Ludmila Frunze · 3. Alina Cravcenco · 4. Anna Berghii | 2:12,92  | Cypr 1. Georgia Kontonikola · 2. Kalliopi Kountouri · 3. Marianna Pisiara · 4. Christiana Katsari | 2:14,26  |
| Skok wzwyż                 | Valentina Liashenko | 1,90     | Claudia Guri Mladena Petrušić                                                           | 1,75     |                                                                                                   |          |
| Skok w dal                 | Hafdís Sigurdjardóttir | 6,32     | Tanja Marković                                                                          | 5,87     | Amaliya Sharoyan                                                                                  | 5,84     |
| Rzut dyskiem               | Natalia Stratulat | 56,01    | Kristina Rakočević                                                                      | 54,07    | Androniki Lada                                                                                    | 53,12    |
| Rzut młotem                | Hanna Skydan | 71,41    | Marina Nichișenco                                                                       | 64,64    | Cathrine Jayne Beatty                                                                             | 57,30    |

### Drużynowo
| Poz. | Kraj                 | Punkty | Uwagi         |
| ---- | -------------------- | ------ | ------------- |
| 1    | Mołdawia             | 125,5  | Złoty medal   |
| 2    | Cypr                 | 109,5  | Srebrny medal |
| 2    | Islandia             | 109,5  | Srebrny medal |
| 4    | Malta                | 70     |               |
| 5    | Luksemburg           | 54,5   |               |
| 6    | Azerbejdżan          | 51,5   |               |
| 7    | Armenia              | 42     |               |
| 8    | Bośnia i Hercegowina | 34     |               |
| 9    | Czarnogóra           | 28     |               |
| 10   | Gruzja               | 25     |               |
| 11   | Macedonia            | 19,5   |               |
| 12   | San Marino           | 16     |               |
| 13   | Albania              | 14     |               |
| 14   | Andora               | 11     |               |
| 15   | Kosowo               | 10     |               |
| 15   | Gibraltar            | 10     |               |
| 17   | Liechtenstein        | 6      |               |
| 18   | Monako               | 4      |               |